# مووبل تایپ
مووایبل تایپ (به انگلیسی: Movable Type) یک سیستم محتوا (به انگلیسی: CMS)، و یکی از معروف‌ترین پلتفرم‌های انتشار مطالب بر روی وب به‌شمار می‌رود. دارا بودن حجم بالای ترافیک یکی از نقاط ضعف این سایت است
با استفاده از مووایبل تایپ، این امکان وجود دارد که تعداد نامحدودی وبلاگ ساخته (نسخه منبع باز) و مدیریتی حرفه‌ای بر آن‌ها داشت.
نکته جالب توجه اینکه بر روی وب، این امکان به وجود می‌آید که بتوان تعداد نامحدودی بلاگ بر روی فضای خود منتشر کرد . مووایبل تایپ این اجازه را می‌دهد که سایت یا بلاگ خود را به صورت پویا و ایستا منتشر کرد .